# SLC39A1
SLC39A1 (англ. Solute carrier family 39 member 1) – білок, який кодується однойменним геном, розташованим у людей на короткому плечі 1-ї хромосоми.  Довжина поліпептидного ланцюга білка становить 324 амінокислот, а молекулярна маса — 34 250.
| 10         |  | 20         |  | 30         |  | 40         |  | 50         |
| ---------- |  | ---------- |  | ---------- |  | ---------- |  | ---------- |
| MGPWGEPELL |  | VWRPEAVASE |  | PPVPVGLEVK |  | LGALVLLLVL |  | TLLCSLVPIC |
| VLRRPGANHE |  | GSASRQKALS |  | LVSCFAGGVF |  | LATCLLDLLP |  | DYLAAIDEAL |
| AALHVTLQFP |  | LQEFILAMGF |  | FLVLVMEQIT |  | LAYKEQSGPS |  | PLEETRALLG |
| TVNGGPQHWH |  | DGPGVPQASG |  | APATPSALRA |  | CVLVFSLALH |  | SVFEGLAVGL |
| QRDRARAMEL |  | CLALLLHKGI |  | LAVSLSLRLL |  | QSHLRAQVVA |  | GCGILFSCMT |
| PLGIGLGAAL |  | AESAGPLHQL |  | AQSVLEGMAA |  | GTFLYITFLE |  | ILPQELASSE |
| QRILKVILLL |  | AGFALLTGLL |  | FIQI       |  |            |  |            |

A: Аланін

C: Цистеїн

D: Аспарагінова кислота

E: Глутамінова кислота

F: Фенілаланін

G: Гліцин

H: Гістидин

I: Ізолейцин

K: Лізин

L: Лейцин

M: Метіонін

N: Аспарагін

P: Пролін

Q: Глутамін

R: Аргінін

S: Серин

T: Треонін

V: Валін

W: Триптофан

Задіяний у таких біологічних процесах як транспорт іонів, транспорт, альтернативний сплайсинг. 
Білок має сайт для зв'язування з іоном цинку. 
Локалізований у клітинній мембрані, мембрані, ендоплазматичному ретикулумі.